# Lamonzie-Montastruc
 Lamonzie-Montastruc  (en occitano La Móngia de Mont Astruc) es una población y comuna francesa, situada en la región de Aquitania, departamento de Dordoña, en el distrito de Bergerac y cantón de Bergerac-2.

## Demografía
| 415 | 351 | 377 | 407 | 539 | 531 |
| Para los censos de 1962 a 1999 la población legal corresponde a la población sin duplicidades (Fuente: INSEE [Consultar]) |     |     |     |     |     |